# Толлі Томпсон
Толлі Томпсон (англ. Tolly Thompson; нар. 24 червня 1973, Сідар-Фолс, штат Айова) — американський борець греко-римського і вільного стилів, бронзовий призер чемпіонату світу, дворазовий переможець Панамериканських чемпіонатів, срібний та бронзовий призер Кубків світу з вільної боротьби, срібний призер Панамериканського чемпіонату з греко-римської боротьби.

## Біографія
Боротьбою почав займатися з 1978 року. Виступав за борцівський клуб «Sunkist Kids» зі Скоттсдейла, штат Аризона і за університет штату Небраска. Триразовий переможець відкритого чемпіонату США з вільної боротьби.
2005 отримав Премію Джона Сміта як борець вільного стилю року США.
2013 включений до Зали слави боротьби штату Айова.
Працює помічником тренера з боротьби Університету Північної Айови.

## Виступи на Чемпіонатах світу
| Змагання                        | Збірна | Вагова категорія | Місце  |
| ------------------------------- | ------ | ---------------- | ------ |
| Чемпіонат світу з боротьби 2005 | США    | 120 кг           | Бронза |
| Чемпіонат світу з боротьби 2006 | США    | 120 кг           | 14     |

Чемпіонат світу з боротьби 2005 року почав з поразки від турецького спортсмена Айдина Полатчі. Але коли Полатчі завоював золоту медаль, Томпсон здобув право на втішні поєдинки в боротьбі за третє місце. Він виграв послідовно три сутички в українця Вадима Тасоєва, румуна Рареша Чинтоана та в росіянина Курамагомеда Курамагомедова.

## Виступи на Панамериканських чемпіонатах
| Змагання                                   | Збірна | Вагова категорія                | Місце  |
| ------------------------------------------ | ------ | ------------------------------- | ------ |
| Панамериканський чемпіонат з боротьби 1993 | США    | 100 кг (греко-римська боротьба) | Срібло |
| Панамериканський чемпіонат з боротьби 1998 | США    | 130 кг                          | Золото |
| Панамериканський чемпіонат з боротьби 2002 | США    | 120 кг                          | Золото |

## Виступи на Кубках світу
| Змагання                    | Збірна | Вагова категорія | Місце  |
| --------------------------- | ------ | ---------------- | ------ |
| Кубок світу з боротьби 2005 | США    | 120 кг           | Бронза |
| Кубок світу з боротьби 2007 | США    | 120 кг           | Срібло |

## Виступи на інших змаганнях
| Змагання                               | Збірна | Вагова категорія | Місце  |
| -------------------------------------- | ------ | ---------------- | ------ |
| Міжнародний меморіал Дейва Шульца 2002 | США    | 120 кг           | Золото |
| Міжнародний меморіал Дейва Шульца 2005 | США    | 120 кг           | Золото |
| Міжнародний меморіал Дейва Шульца 2006 | США    | 120 кг           | Золото |